# Dueling Banjos
Dueling Banjos (englisch für [sich] duellierende Banjos oder freier übersetzt: Banjo-Duell), ursprünglich unter dem Titel Feudin’ Banjos (kämpfende Banjos) entstanden, ist ein Bluegrass-Musikstück der US-amerikanischen Country-Musiker und Komponisten Arthur Smith und Don Reno aus dem Jahre 1954. Besondere Bekanntheit erlangte es durch den 1972 entstandenen und mehrfach ausgezeichneten US-Kinofilm Beim Sterben ist jeder der Erste, in dem das „Duell“ zu Beginn vorkommt. Tatsächlich handelt es sich jedoch nicht um das Duell zweier Banjos, sondern zwischen einem Banjo und einer Akustikgitarre.

## Geschichte

### Vorgeschichte
Arthur Smith hatte das Stück 1954 komponiert, ihm damals aber den Titel Feudin’ Banjos gegeben. Smith spielte die Gitarre und Reno ein fünf-saitiges Banjo. Das Stück wurde bereits zu dieser Zeit ein Hit in der Country-Szene.

### Das „Duell“ im Film

Fünfsaitiges Bluegrass-Banjo, wie im Film zu sehen

Der Film Beim Sterben ist jeder der Erste (englischer Originaltitel Deliverance für Erlösung oder Befreiung) erzählt die Geschichte von vier Großstädtern aus Atlanta, Georgia, die ein „Abenteuerwochenende“ in der Wildnis verbringen wollen. Ihr Vorhaben läuft jedoch vollkommen aus dem Ruder und endet mit dem brutalen Tod mehrerer Personen.
Für das Wochenende, das sie mit einer Kanufahrt auf einem Wildwasserfluss verbringen wollen, fahren sie in eine abgelegene Gebirgsregion. Als sie, fast am Ziel, einen Tankstopp machen, suchen sie bei der Gelegenheit auch gleich nach zwei Fahrern, die ihre beiden Fahrzeuge zum Endpunkt der Kanutour bringen sollen. Der Tankstopp ist mitten in der Wildnis. Scheinbar völlig von der Außenwelt abgeschieden, lebt dort in ärmlichsten Verhältnissen eine „Hinterwäldler“-Familie, in den Südstaaten der USA abfällig als Rednecks bezeichnet. Diese Abgeschiedenheit und Unnahbarkeit der ortsansässigen Bevölkerung hatte im Laufe der Jahrhunderte dazu geführt, dass diese immer wieder nur im engsten Familienkreis, also fast ausschließlich untereinander heirateten und Kinder bekamen, was zu Inzucht führte. Durch diesen kleinen Genpool bedingt, kam es zu einer Vielzahl von Erbkrankheiten durch Gendefekte.
Während des kurzen Aufenthalts entspinnt sich im Film nur sehr zäh ein Gespräch zwischen den „Hinterwäldlern“ und den „Großstädtern“, wobei letztere durch Wortwahl und Tonfall unverhohlen ihre Verachtung für die Rednecks zum Ausdruck bringen. Umgekehrt werden aber auch die vier beleidigt und unterschwellig bedroht. Während ein Fahrzeug betankt wird, holt Drew (gespielt von Ronny Cox), einer der Großstädter, seine Gitarre aus dem Wagen und fängt an, sie zu stimmen.
Während er sie stimmt, erscheint auf der Veranda eines baufälligen Holzhauses ein Junge (gespielt von Billy Redden). Der Junge hat im Vergleich zu seinem hageren Körper einen großen Kopf,  Epikanthus-Lider sowie ein versteinertes, ausdrucks- und scheinbar emotionsloses Gesicht, augenscheinlich Symptome einer geistigen Behinderung bzw. des Down-Syndroms. Er trägt ein Banjo bei sich, mit dem er schwerfällig die Akkorde „kopiert“, die er von der Gitarre hört. Nachdem er sich auf eine Schaukel gesetzt hat, beginnt Drew langsam ein paar Takte des Yankee Doodle zu spielen, denen der Junge zunächst wie es scheint zögerlich folgt. Langsam jedoch steigert sich das Tempo, um immer schneller zu werden, ohne dass der Junge Schwierigkeiten hätte zu folgen – im Gegenteil: Er sitzt völlig entspannt auf der Schaukel und spielt mühelos sein Banjo. Zwischen beiden Spielern entwickelt sich so eine Art musikalisches Duell. Die Tonfolgen werden immer schneller, Drew kann kaum noch mit den Improvisationen des Jungen mithalten. Je mehr sich das Tempo steigert, desto mehr heitert sich das Gesicht des Jungen auf und wird schließlich zu einem verzerrten Dauergrinsen. Drew gibt schließlich auf (I’m lost – ich komm’ nicht mehr mit), weil er das Tempo nicht mithalten kann, freut sich aber über das gelungene Zusammenspiel. Als er den Jungen zu seinem Können beglückwünschen will (you play a mean banjo – Du spielst echt toll) und ihm dazu die Hand reicht, wendet dieser abrupt sein Gesicht von ihm ab, bleibt aber ansonsten regungslos sitzen. Auch auf Drews Frage, ob er noch etwas spielen möchte, reagiert er nicht. Bobby (gespielt von Ned Beatty), einer von Drews Begleitern, sagt schließlich gib ihm ein paar Dollar (give him a couple of bucks). Damit endet die „Duell“-Szene. Die vier fahren weiter.

### Das Banjospiel
Der Schauspieler Billy Redden, damals 15 Jahre alt, konnte kein Banjo spielen. Deshalb wurde die Szene im Playback-Verfahren gedreht. Eric Weissberg (1939–2020) und Steve Mandell (1941–2018) spielten beide Instrumente in ihrer Version, während Mike Addis, ein versierter Banjospieler aus der Gegend, die Bewegungen von Reddens linker Hand „doubelte“. Addis war hinter Reddens Rücken verborgen, während sein linker Arm in Reddens Hemdärmel steckte und die Banjosaiten bediente. Redden imitierte unterdessen mit der Rechten das Zupfen der Saiten. Die Kameraeinstellungen waren so gewählt, dass es aussah, als spiele der Junge das Banjo.

### Chartplatzierungen und Preise
Das Stück wurde für die Golden Globe Awards 1973 nominiert. 1973 erreichte es Platz 1 der Adult Contemporary Charts sowie  der Billboard 200, Platz 2 der Billboard Hot 100 und Platz 5 der Billboard Hot Country Songs. In den britischen Singles-Charts erreichte es – unter dem der britischen Schreibweise angepassten Titel Duelling Banjos – Platz 17. 1974 schließlich gewann es einen Grammy für die Beste Darbietung eines Countryinstrumentals.

### Juristisches Nachspiel
Für den Film wurde Duelling Banjos von Weissberg und Mandell arrangiert und gespielt. Beide wurden namentlich erwähnt. Arthur Smith hingegen, der Komponist der Ursprungsversion, wurde von den Filmemachern nicht genannt. Smith klagte daraufhin, gewann den Prozess und wird seither genannt und erhielt Royaltys für seine Komposition.

### Coverversionen
Dueling Banjos wurde oft gecovert, unter anderem von Glen Campbell (1973), aber auch von dem Schauspieler Steve Martin, der es 1977 zusammen mit Kermit dem Frosch in der Muppet Show spielte. Die Plattform cover.info verzeichnete im Januar 2024 insgesamt 20 Versionen des Liedes, auf secondhandsongs.com waren 80 Versionen verzeichnet.